# Кавомолка

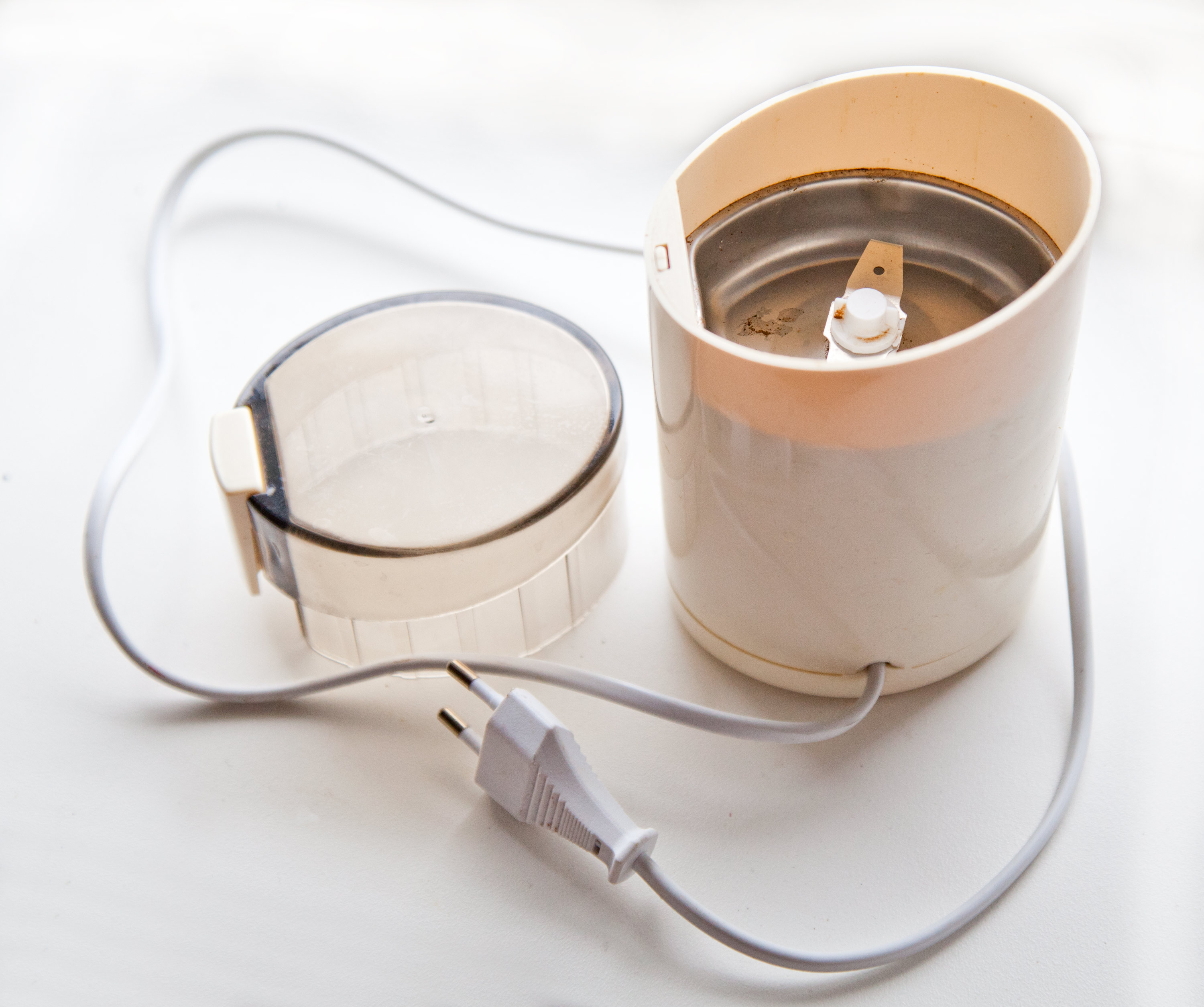
Сучасна електрокавомолка з ножами

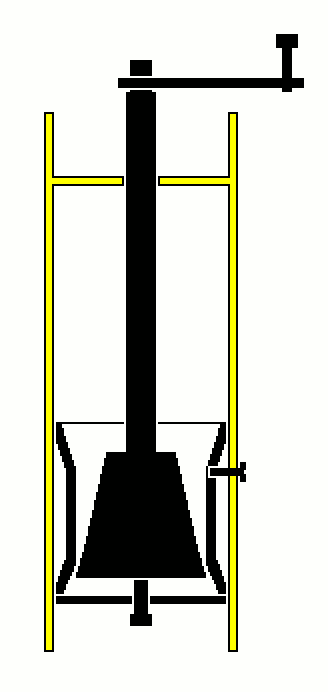
Будова східної ручної кавомолки

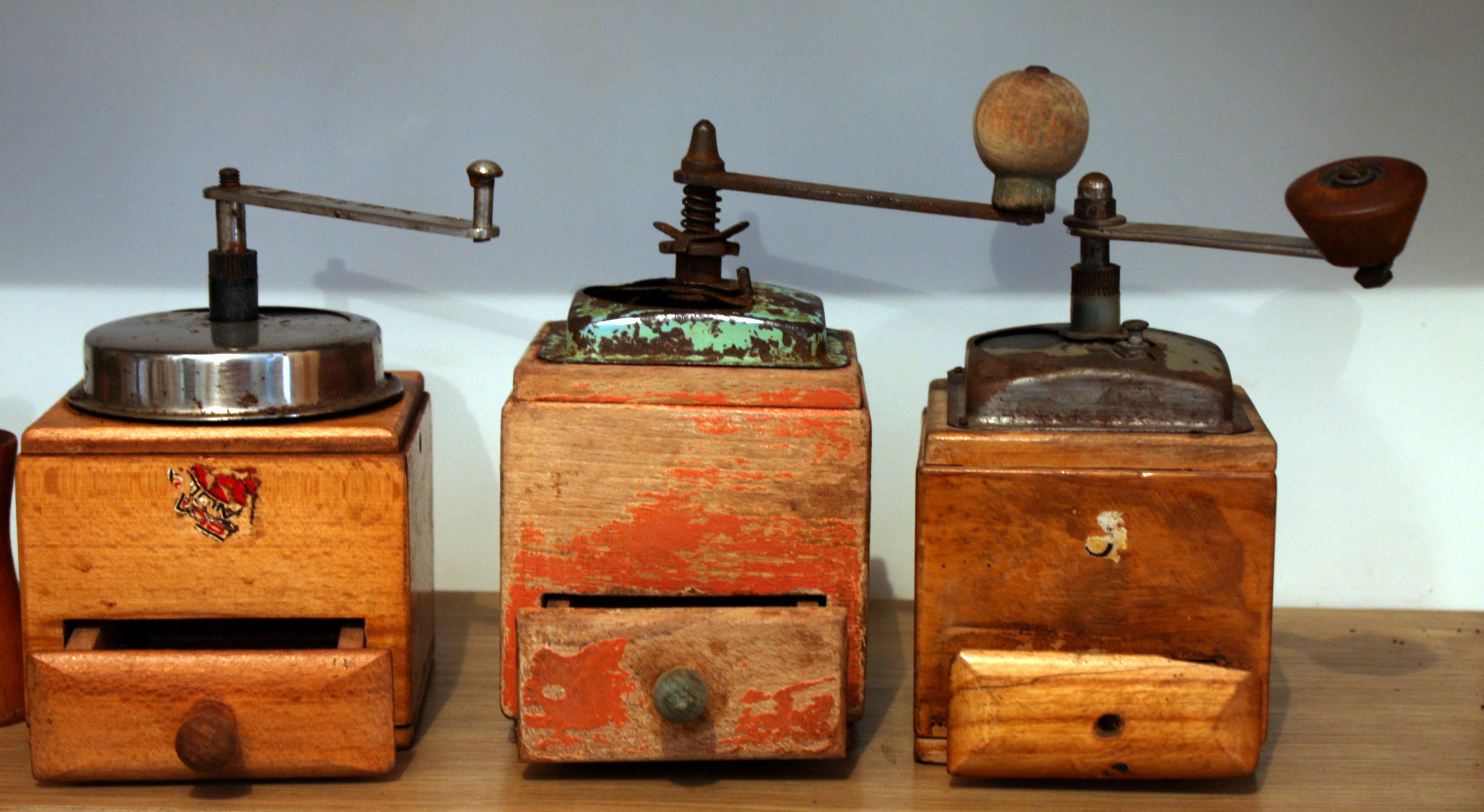
Старовинні ручні кавомолки

Кавомолка, кавовий млинок, кавни́ця, кавни́чка, кофе́йниця — пристрій для розмелювання зерен кави.

## Опис
Спочатку зерна кави подрібнювалися за допомогою великої ступи і дерев'яного товкачика-била. Араби застосовували цей спосіб задовго до того, як кава потрапила до Європи. При використанні такого способу домогтися тонкого помелу практично неможливо, але для приготування традиційної бедуїнської кави тонкий помел і не був потрібний. Пізніше каву стали молоти з використанням жорен.
Звичайна ручна кавомолка складається з двох жорен, відстань між якими може змінюватися за допомогою спеціального гвинта. Чим сильніше закручений цей гвинт, тим менше відстань між жорнами і тим тонше помел. Зерна засипаються через лійку між двома жорнами, одне з яке жорстко закріплене, а друге обертається за допомогою ручки.
Європейські ручні кавомолки, зазвичай, мають форму куба з невеликою шухлядкою, куди зсипається щойно помелена кава. Європейська кавомолка незручна тим, що її нерухому частину — дерев'яний короб — незручно фіксувати однією вільною рукою. Таким чином, якщо на європейській кавомолці налаштувати тонкий помел, молоти каву стане вкрай незручно — погано зафіксований короб через велике зусилля буде повзати по столу. Тому європейські ручні кавомолки іноді кріплять до нерухомих поверхонь — стін або столів, іноді забезпечуються струбциною для тимчасового кріплення до стільниці столу.
Східні кавомолки виготовляють зазвичай у формі циліндра, який зручно фіксувати в руці. Як правило, при використанні якісних жорен, такі кавомолки можуть забезпечувати дуже рівний і тонкий помел. Складана ручка в класичних турецьких кавомолках, як правило, прибирається всередину кавомолки. Крім своєї основної функції, вона виконує функцію гайкового ключа, за допомогою якого зручно управлятися з гвинтом регулювання помелу і розбирати кавомолку для чищення.
В автоматичних кавомолках найчастіше використовується два способи помелу зерен: за допомогою ножів і за допомогою жорен. Багато любителів кави стверджують, що кращу каву можна приготувати лише розмоловши зерна на ручному механічному млині, оскільки при повільному помелі зерна не нагріваються так сильно, як в електричній кавомолці і не перепалюються.
У промисловому виробництві зерна кави подрібнюють за допомогою вальцевих млинів.
Електричні кавомолки, в яких замість жорен використовуються ножі, працюють за принципом міксера. Зерна в них подрібнюються за допомогою ножа-пропелера, що швидко обертається. Електрокавомолка розділена на два відсіки, в одному з яких розміщений електродвигун (зазвичай УКД), а в іншому — чаша для засипки зерен із закріпленим на дні ножем-насадкою. У чашу засипають зерна і потім розмелюють їх до необхідного ступеня помелу. Такий спосіб помелу не забезпечує його рівномірності, перепалює частину зерен і використовується, як правило, тільки на домашніх кухнях.
Незалежно від типу кавомолку слід завжди очищати від часточок старої кави, окисли якої можуть зіпсувати смак нової порції.

## Помел
В залежності від того, який спосіб приготування кави обраний, обирається і ступінь помелу. Традиційно вважається, що для приготування кави в джезві найкраще підходить дуже тонкий помел — «в пил». Такий ступінь помелу зазвичай не забезпечують побутові жорнові кавомолки. Завдяки помолу «в пил» в чашці утворюється суспензія і кава сприймається більш густою. Помел в пил найкраще підходить і для ворожіння на кавовій гущі — малюнки гущі при такому помелі виходять найбільш чіткими і загадковими. У той же час, якщо комусь не подобається суспензія в чашці, він може використовувати для джезви і будь-який інший ступінь помелу.
Для еспресо підходить середньодрібний помел. Для еспресо особливо важливо, щоб помел був максимально однорідним. В іншому випадку буде неможливо спресувати однорідну «кавову таблетку» в холдері і, як наслідок, велика частина води, що йде під тиском буде проходити не через всю каву, а через місця, де щільність таблетки найменша. Таким чином, більша частина порошку не братиме участь у процесі заварювання, і кава не завариться як слід.
Для заварювання за допомогою френч-пресу і для кавоварок крапельного типу використовується крупний помел. Крупний помел тут потрібний для того, щоб частки кави не проходили через сітку френч-преса і фільтри крапельної кавоварки.